# Патільяс (Пуерто-Рико)
Патільяс (ісп. Patillas, МФА: [paˈtiʎas]) — муніципалітет Пуерто-Рико, острівної території у складі США. Заснований 1811 року.

## Географія
Патільяс розташований у південно-східній частині острову Пуерто-Рико. 
Площа суходолу муніципалітету складає 123 км² (27-е місце за цим показником серед 78 муніципалітетів Пуерто-Рико).

## Демографія
Станом на 2010 рік на території муніципалітету мешкало 19 277 ос.
Динаміка чисельності населення:

## Населені пункти
Найбільші населені пункти муніципалітету Патільяс:
| Населений пункт | Статус | Населення :   | Населення :   | Населення :   |
| Населений пункт | Статус | на 01.04.1990 | на 01.04.2000 | на 01.04.2010 |
| --------------- | ------ | ------------- | ------------- | ------------- |
| Ламбоглья       | Селище | 1 149         | 1 121         | 1 050         |
| Патільяс        | Місто  | 4 410         | 4 091         | 4 333         |